# NGC 648
NGC 648 (również IC 146 lub PGC 6083) – galaktyka soczewkowata (SA0? pec), znajdująca się w gwiazdozbiorze Wieloryba. Odkrył ją Francis Leavenworth w 1886 roku.